# Roger Toziny
Roger Toziny, de son vrai nom Henri Roger Sosthène Pierre Tauzin, né le 24 septembre 1883 à Blaye et mort le 3 mars 1939 à Paris 10e, est un chansonnier, parolier et acteur français.

## Biographie
Le 18 mai 1917, libéré de son service militaire, Roger Toziny s'associe à Paris avec un autre chansonnier, Maurice Hallé, et un dessinateur, Jules Depaquit, pour créer  un hebdomadaire satirique de quatre pages intitulé La Vache enragée, reprenant le nom d'un ancien cortège carnavalesque. Avec ses deux compères, il participe également à la création de la commune libre de Montmartre en avril 1920,.
En février 1921, Roger Toziny et Maurice Hallé fondent ensemble un nouveau cabaret à Montmartre, au 4 place Constantin-Pecqueur, et lui donnent le nom de leur revue, La Vache enragée. Il y rencontre en particulier Pierre Dac, alias André Isaac, qu'il réussit à convaincre, malgré sa timidité, de se produire sur scène, et à qui il trouve son pseudonyme « Dac ». D'autres artistes y font leurs débuts comme Jean Dannet, Raymond Souplex ou Léo Malet. Le 17 avril 1921, Roger Toziny organise également la première « Foire aux croûtes » pour venir en aide aux peintres nécessiteux.
À la mort de Jules Depaquit, en 1924, il lui succède comme maire de la commune libre de Montmartre. Il devient ensuite le patron d'un autre cabaret, Le Caveau des oubliettes rouges, toujours à Montmartre.
Dans les années 1930, il tourne comme acteur au cinéma, en particulier dans un long métrage de Marie Epstein et Jean Benoît-Lévy, Hélène. Il est également auteur d'un recueil de vieilles chansons de France, intitulé Absence ou Les chansons de mon âme.
Il meurt le 3 mars 1939 au sein de l'hôpital Lariboisière dans le 10e arrondissement, et est inhumé au cimetière parisien de Pantin (52e division).

## Publications
- À l'heure la plus douce, plaquette de vers, illustrations de Germain Delatousche, 1921
- Montmartre et sa commune libre[10], photographies de Maurice Chabas, Éditions la Vache enragée, 1934
- De balades en ballades ou Les veillées[11] de Montmartre[12], édité par Jacqueline Loussert-Toziny, 1990

## Filmographie
Sous le nom de Toziny :
- 1930 : Chiqué de Pierre Colombier avec Adrien Lamy
- 1932 : Monsieur le docteur (court métrage) de Pablo Labor avec René-Paul Groffe

Sous le nom de Roger Toziny :
- 1936 : Hélène[7] de Jean Benoît-Lévy et Marie Epstein, avec Madeleine Renaud, Jean-Louis Barrault, Maurice Baquet...